# 邵國華 (主持人)
邵國華（英語：SIU Kwok-wah Simon，1958年—2022年3月18日），綽號「邵大哥」。專長於香港社會文化，曾任《號外》雜誌總編輯。邵國華參予香港多個文化領域裡，包括雜誌、文章小說寫作、電影、電視編劇，後期專注電台工作。

## 經歷
邵國華是家中老大，下有兩弟一妹；母親是父親的第二任妻子，大媽和其他兄姊不幸在香港日佔時期去世。中學時就讀於旺角大同中學；後入讀香港中文大學聯合書院社會學系，1980年畢業。

### 電台工作
邵國華是少數曾經任職香港三間電台的主持(另兩為梁兆輝、陳海琪)，是資深的電台節目主持人。
1980年代曾短暫任職電視台編劇，其後加入香港電台。1989年，連同倪震、梁繼璋開始主持了電台節目《三個寂寞的心》，探討愛情問題；節目廣受年輕聽眾歡迎，更成為全港節目排行榜榜首。 同年他與倪震創辦年青人雜誌《Yes!》，並擔任該雜誌主編。其後，他過檔到商業電台，1994年隨商台高層張承勷加盟新城電台，連同雷宇揚、歐錦棠主持節目《香蕉俱樂部》，並成為該同名電影的編劇和演員。
1999年，他重返香港電台主持《精靈一點》至2015年4月3日，其後由方健儀接棒。

### 病患
1989年，邵國華發現自己罹患舌癌，手術後切掉了四分之一舌頭，還要接受電療。電療進行了半年，由於他的傷口不能復原，因此要再次動手術切掉壞死的舌頭，最後舌頭剩下了五分之二；期後大致康復，未有再復發，而且手術是縱切的。雖然病癒仍可說話，但會變得口齒不清，發音不準確。此外，邵國華還患有地中海貧血症、肝硬化、甲狀腺功能失調、腎結石和大頸泡等病症。
2009年，邵國華獲再生會選為「香港十大再生勇士」。

### 病逝
2022年3月18日，邵國華逝世，死訊由他的朋友在社交平台發布，但未有透露死因。

## 主持作品

### 電台節目
- 《三個寂寞的心》——香港電台
  - 節目名稱取材自張學友、陳慧嫻歌曲《一對寂寞的心》
- 《開心看天下》——商業電台
- 《香蕉俱樂部》——新城電台
- 《大把戲》——新城電台
- 《住家男人（周日版）》——香港電台
- 《發酵的男人》——香港電台。由2006年5月開始接替曾智華，與周融合作主持直至2010年8月14日節目結束。
- 《精靈一點》——香港電台。

## 編劇作品
邵國華亦有從事寫作，還是不少香港電影的編劇。
1970年代，曾樹基和杜耀明等人創立刊物《文化新潮》，並找邵國華寫稿。1980年，被邀為《信報》寫文章，其後作品被輯錄成《文化失言》一書。
在任職香港電台期間，由於節目《三個寂寞的心》廣受年輕聽眾歡迎，邵國華與倪震決定針對該層面的年輕人，在1990年創辦《Yes!》雜誌，後來二人拆伙。
在任職商業電台期間，邵國華認識了岑建勳，獲邀替德寶電影公司編《聽不到的說話》等劇本；其中，他有份參與編劇的《三人世界》（林子祥，鄭裕玲和周慧敏等主演），更獲1989年香港電影金像獎最佳編劇獎項。

## 出版作品
邵國華實況醫療小說系列︰
- 《大外科》
- 《愛在天鵝堡》
- 《醫戀有情人》
- 《小丑失禮》
- 《不甘寂寞》
- 《邵國華戀愛失敗個案》
- 《概念鬼故事》
- 《鬼怪特別意外故事》
- 《鬼怪特別調查科》
- 《優皮經、精裝優皮經》(1989年4月)、《精裝優皮經II》(1990年5月)
- 《福柯、馬克思及其它》(1982)  曙光出版社 香港圖書館有收藏

## 家庭
1996年，邵國華與較他年輕12年的妻子結婚，育有一子一女，皆是資優兒童。

## 外部連結
- 邵國華在互联网电影资料库（IMDb）上的資料（英文）
- 邵國華在香港影庫上的簡介
- 邵國華在时光网上的簡介（简体中文）
- 邵國華在豆瓣上的资料（简体中文）